# Донецький округ (область Війська Донського)
Донецький округ — адміністративна одиниця у області Війська Донського Російської імперії; окружне управління було у станиці Кам'янська.

## Географія
Площа території — 24 659,3 квадратної версти.

## Історія
Округ створено 1802 року серед 7 округ Землі Війська Донського.
У 1897 році населення округу становило 455 819 осіб, у тому числі росіяни — 273 302, українці — 177 376.
До початку XX сторіччя область Війська Донського складалася з 9 округів: 1-го Донського, 2-го Донського, Донецького, Усть-Медведицького, Хоперського, Черкаського, Ростовського, Сальського та Таганрізького.
Козаки округу служили в таких частинах:
- легка кавалерія — 10-й Донський генерала Луковкіна, 27-й, 44-й, 11-й Донський генерала-від-кавалерії графа Денисова, 28-й, 45-й, 12-й Донський генерал-фельдмаршала Потьомкіна-Таврійського, 29-й, 46-й полки;
- кінна артилерія — 2-а, 9-а, 16-а Донські козацькі батареї.

У 1918 році з частин Усть-Медведицький, Донецького й Хоперського округів було утворений Верхньо-Донський.
1920 року з захопленням Наддоння Червоною армією Донецький округ увійшов до складу Донської області.

## Населення
Чисельність населення — 455 819 осіб (перепис 1897 року).

### Чисельність українців
- 1-ша ревізія (1718 рік) — немає даних;
- 2-га ревізія (1743 рік) — немає даних;
- 3-тя ревізія (1761 рік) — немає даних;
- 4-та ревізія (1781 рік) — немає даних;
- 5-та ревізія (1794 рік) — 29,8 тисячі осіб (56,8 %);
- 6-та ревізія (1811 рік) — нема даних;
- 7-ма ревізія (1815 рік) — 42,7 тисячі осіб (56,3 %);
- 8-ма ревізія (1833 рік) — 38,1 тисячі осіб (47,2 %);
- 9-та ревізія (1850 рік) — 73,6 тисячі осіб (55,7 %);
- 10-та ревізія (1858 рік) — 85,5 тисячі осіб (51,0 %);
- перепис 1897 року — 177,4 тисячі осіб (38,9 %);
- перепис 1910—1917 року — 24,5 тисячі осіб (38,9 %).[2]

## Адміністративний поділ

### 1913 рік
На 1913 рік до складу округу входило 11 юртів станиць:
| - Вешенський юрт — станиця Вешенська, - Гундоровський юрт — станиця Гундоровська, - Єланський юрт — станиця Єланська, - Казанський юрт — станиця Казанська, | - Калитвенський юрт — станиця Калитвенська, - Кам'янський юрт — станиця Кам'янська, - Луганський юрт — станиця Луганська, - Мигулинський юрт — станиця Мигулинська, | - Милютинський юрт — станиця Милютинська, - Митякинський юрт — станиця Митякинська, - Усть-Білокалитвинський юрт — станиця Усть-Білокалитвинська, |

На 1913 році до складу округу входило 38 волостей:
| - Большинська — сл. Большинська, - Верхньо-Большинська — сел. Верхньо-Греків, - Верхньо-Макіївська — сл. Верхньо-Макіївська, - Верхньо-Ольховська — сл. Кашари, - Волошинська — сл. Волошино, - Голово-Калитвенська — сл. Голово-Калитвинська, - Голодаєво-Сариновська — сл. Голодаївка-Саринова, - Греково-Степанівська — сл. Греково-Степанівка, - Дегтівська — сл. Дегтево, - Деркуло-Облівська — сл. Машликіно, - Єфремово-Степанівська — сл. Єфремово-Степанівка, - Карпово-Обривська — сл. Карпово-Обривська, | - Колодезянська — сл. Колодязі, - Криворозька — сл. Криворожжя, - Курнаково-Липовська — сл. Курнаково-Липовська, - Леоново-Калитвенська — сл. Маньково-Калитвенська, - Маньково-Березовська — сл. Маньково-Березовська, - Мальчевсько-Полнинська — сл. Мальчевсько-Полнинська, - Нижньо-Ольховська — сл. Нижньо-Ольховська, - Микільсько-Покровська — сл. Микільсько-Покровська, - Ольхово-Городищенська — сл. Александрівська, - Поляково-Наголинська — сел. Калашниковський, - Пономарівська — сел. Міллерово-Глубокинський, | - Поповсько-Іловайська — сел. Поповський, - Самсоново-Калитвинська — сл. Самсоново-Калитвинська, - Сариново-Чернозубовська — сел. Сарино-Большинський, - Селівановський — сл. Селівановка, - Скасирська — сл. Скасирська, - Середньо-Наголинська — сел. Петровський, - Талово-Калитвенська — сл. Шарпаєвка, - Тарасівська — сл. Тарасовська, - Тернівська — сл. Тернівська, - Тітовська — сл. Тітовка, - Тиховсько-Журавська — сл. Тиховсько-Журавська, - Усть-Березовська — сел. Іллінський, - Усть-Мечетинська — сл. Нижньо-Грекова, - Яново-Шептуховська — сл. Шептуховка, - Яновська — сел. Ново-Мар'євський. |

### 1918 рік
На 1918 рік до складу округу входили:
- Гундоровський юрт (станиця Гундоровська),
- Кам'янський юрт (станиця Кам'янська — центр),
- Калитвенський юрт (станиця Калитвенська),
- Луганський юрт (станиця Луганська),
- Мілютинський юрт (станиця Милютинская),
- Митякинський юрт (станиця Митякинська),
- Усть-Білокалитвенський юрт (станиця Усть-Білокалитвенська),
- Цесаревицький юрт (станиця Цесаревичеська).